# Eva Cassidy
Eva Cassidy (ur. 2 lutego 1963 w Oxon Hill, zm. 2 listopada 1996 w Bowie) – amerykańska piosenkarka.
Choć miała możliwości wokalne sprawdzone w szerokim repertuarze (jazz, blues, folk, gospel, country i pop), przez całe życie nie była szerzej znana poza okolicami Waszyngtonu. Po jej śmierci w wieku 33 lat, nagrania Cassidy zostały wydane i okazały się znaczącym sukcesem, osiągając łączną sprzedaż ponad 4 mln egzemplarzy. Na początku 2001 jej album Songbird dotarł do pierwszego miejsca brytyjskiej listy najlepiej sprzedających się albumów (nakład łączny 1 mln egzemplarzy).

## Życiorys

### Dzieciństwo i młodość
Urodziła się jako trzecie z czwórki dzieci Hugh i Barbary Cassidy. Od lat dziecięcych wykazywała wyjątkowe zdolności artystyczne i muzyczne. W wieku dziewięciu lat otrzymała od ojca gitarę i zaczęła występować z rodzeństwem na spotkaniach rodzinnych. Kiedy była nastolatką, nie zdawała sobie sprawy ze swego talentu wokalnego i nie myślała o karierze piosenkarki. Okazjonalnie występowała ze szkolnym zespołem i uzyskiwała pochlebne opinie o swojej twórczości. Ze względu na znaczną nieśmiałość miała problemy przy występach przed publicznością szerszą niż rodzina czy grono znajomych.

### Kariera muzyczna
W wieku 18 lat zaczęła występować z zespołem o nazwie Easy Street z okolic Waszyngtonu. Zespół występował na weselach, przyjęciach i w pubach. Podczas lata 1983 śpiewała, akompaniując sobie na gitarze w Wild World Theme Park w stanie Maryland. W tym czasie współpracowała ze swoim bratem Danem i razem opracowali wiele z repertuaru, który Cassidy wykorzystywała w późniejszej karierze piosenkarskiej. W latach 80. XX wieku współpracowała m.in. zespołami The Honeybees i Characters Without Names. Cassidy była współautorką utworów z innymi członkami tych zespołów, a były one nagrywane w różnych domowych studiach nagraniowych.
Po zakończeniu szkoły przez pewien czas studiowała sztuki piękne, lecz rozczarowana zaczęła pracować w szkółce ogrodniczej i przy produkcji mebli w miejscowości Annapolis. W 1986 wieloletni przyjaciel Dave Lourim przekonał Cassidy do nagrania partii wokalnych dla jego pop-rockowej grupy Method Actor (utwory z tej sesji nagraniowej zostały wydane dopiero w 2002). W studiu poznała basistę i producenta dźwięku Chrisa Biondo, który zachęcił ją do zajęcia się śpiewaniem i pomógł jej znaleźć pracę w chórkach różnych wykonawców. W 1990 Biondo udało się przekonać Cassidy, by utworzyć kwintet Eva Cassidy Band. Z zespołem występowała w okolicach Waszyngtonu. Mimo jej problemów z występami przed publicznością zespół zaczął zdobywać w okolicy coraz szerszą grupę fanów.
W 1992 Biondo przedstawił nagrania demo Cassidy wokaliście jazzowemu i bluesowemu Chuckowi Brownowi. W wyniku tego powstało pierwsze komercyjne nagranie tej piosenkarki, wspólny album pt. The Other Side, na którym Cassidy wykonała standardy, takie jak „Fever”, „God Bless the Child” (Billie Holiday), czy „Over the Rainbow”. Od tego czasu Cassidy zaczęły interesować się wytwórnie płytowe, lecz wymagało to zawężenia repertuaru do jednego gatunku muzycznego, np. pop lub jazz, na co wokalistka się nie zgadzała. W styczniu 1996 nagrała album koncertowy Live at Blues Alley. Mimo pochlebnych recenzji nie była zadowolona z tego nagrania i rozpoczęła nagrywanie albumu studyjnego pt. Eva By Heart, który został wydany w 1997. Latem wyjechała do Annapolis i pracowała, tworząc malowidła ścienne dla szkół podstawowych.

### Choroba i śmierć
Podczas koncertu promującego album Eva By Heart w lipcu 1996 zaczęła odczuwać bóle w biodrze, które przypisywała pracy przy malowaniu sufitu. Ból jednak nie mijał i u piosenkarki rozpoznano zaawansowaną postać nowotworu, czerniaka złośliwego. Okazało się, że we wrześniu 1993 Cassidy usunięto znamię, które wykazywało cechy nowotworu złośliwego, jednak artystka zaniedbała wizyty kontrolne, co spowodowało, że nawrót choroby nie został odpowiednio wcześnie wykryty. Stan zdrowia Evy Cassidy szybko się pogarszał i we wrześniu, poruszając się z pomocą sprzętu rehabilitacyjnego, dała ostatni koncert-benefis dla grupy przyjaciół i wielbicieli jej talentu. Podczas tego koncertu zaśpiewała utwór „What a Wonderful World”.
Zmarła 2 listopada 1996 w wieku 33 lat na czerniaka złośliwego.

## Popularność po śmierci
W 1998 wydano kompilację nagrań z trzech poprzednich albumów pt. Songbird. Ten album pozostawał praktycznie nieznany przez kilka następnych lat. Dopiero kiedy prezenter muzyczny Terry Wogan z BBC Radio 2 odkrył artystkę, rozpoczęła się fala zainteresowania tą płytą. W 2001 zarówno album, jak i singel Fields of Gold znalazły się na pierwszych miejscach brytyjskich list przebojów. Sting – autor piosenki – wzruszył się do łez, słuchając wersji zaśpiewanej przez Evę Cassidy. Później album Songbird zyskał dużą popularność także w wielu krajach europejskich, a w USA uzyskał miano złotej płyty.
Od tego czasu ukazały się dwie inne płyty-kompilacje Time After Time (2000) i Imagine (2002). W 2001 została wydana książka o życiu i twórczości Evy Cassidy, która powstała na podstawie wywiadów z rodziną, przyjaciółmi i współpracownikami. Wersja tej książki w twardej oprawie rozeszła się w nakładzie ponad 100 tys. egzemplarzy. W marcu 2001 w amerykańskiej stacji telewizyjnej ABC w programie „Nightline” pokazano udany film dokumentalny o Cassidy, podobnie brytyjska ITV pokazała ten film w programie „Tonight with Trevor McDonald” w maju 2001. Łyżwiarka figurowa Michelle Kwan przedstawiła muzykę Evy Cassidy (utwór Fields of Gold) publiczności podczas występów pokazowych w czasie Zimowych Igrzysk Olimpijskich w roku 2002. W 2003 American Tune stał się trzecią z kolei płytą Cassidy, która dotarła do pierwszego miejsca na liście najlepiej sprzedających się albumów w Wielkiej Brytanii. Dotąd nie osiągnął tego pośmiertnie żaden inny wykonawca, nawet Elvis Presley.

## Muzycy towarzyszący
Zespół muzyków towarzyszący Evie Cassidy:
- Keith Grimes, gitara
- Lenny Williams, keyboard
- Chris Biondo, bass
- Raice McLeod, perkusja

## Dyskografia
- The Other Side (1992)
- Live at Pearl's (1994)
- Eva by Heart(inne języki) (1997)
- Live at Blues Alley (1997)
- Songbird (1998)
- Time After Time (2000)
- No Boundaries (2000)
- Method Actor(inne języki) (2002)
- Imagine (2002)
- American Tune(inne języki) (2003)
- Wonderful World (2004)
- Somewhere (2008)
- Simply Eva(inne języki) (2011)
- Acoustic (2021)[4]